# Luiza-Marija Rusinowa
Luiza-Marija Rusinowa (30 grudnia 1991 w Sofii) – bułgarska wioślarka.

## Osiągnięcia
- Mistrzostwa Świata Juniorów – Pekin 2007 – dwójka bez sternika – 4. miejsce[1].
- Mistrzostwa Świata Juniorów – Linz 2008 – dwójka bez sternika – 4. miejsce[1].
- Mistrzostwa Świata Juniorów – Brive-la-Gaillarde 2009 – dwójka bez sternika – 7. miejsce[1].
- Mistrzostwa Świata U-23 – Brześć 2010 – dwójka bez sternika – 5. miejsce[1].
- Mistrzostwa Europy – Montemor-o-Velho 2010 – dwójka bez sternika – 6. miejsce[1].